# 오예중
오예중(1976년 ~)은 대한민국의 가수다. 2015년 디지털 싱글 앨범 [First Showcase]로 데뷔했다.

## 방송
- 전국노래자랑 (2012) - 천안시 최우수상
- 히든싱어 1 (2013) - 장윤정편 준우승, 왕중왕전 9위
- K트롯 서바이벌 골든마이크 (2019) - Top22
- 헬로트로트 (2021) - Top77(63위)

## 음반
- 1집 어쩌나 어쩌나 (2015)
- 오예중 Digital Single Vol.2 (2016)
- 풀등 (2018)
- 미운사랑2 (2018)
- 리믹스 황제 최두련의 트로트 리믹스 6 (2019)
- 별님사랑 (2021)
- 내 인생 뭐 어때서 (2021)

## 수상
- 제2회 대한민국 예술문화인대상 <신인가수상>

## 경력
- 대한민국베스트브랜드협회, 한국건강관리협회 홍보대사